# Pseudonympha kamiesbergensis
Pseudonympha kamiesbergensis är en fjärilsart som beskrevs av Dickson 1967. Pseudonympha kamiesbergensis ingår i släktet Pseudonympha och familjen praktfjärilar. Inga underarter finns listade.